# Эгрет

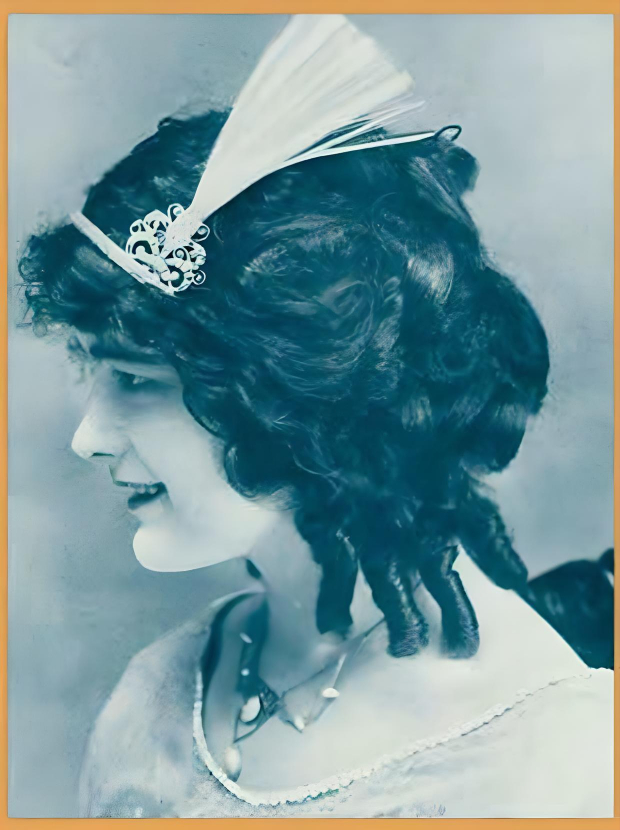
Актриса Вивиан Рич, 1916

Эгрет, или эгретка (фр. aigrette — от лат. цапля) — ювелирное украшение, похожее на брошь, крепящееся к головному убору или причёске. Как правило, основным элементом эгрета является птичье перо или пучок перьев, хотя встречаются изделия с растительными мотивами. Украшение было наиболее в моде в позднюю викторианскую эпоху (1880-е — 1890-е) и в 1920-е годы.
Украшения, аналогичные эгретам, известны в разных культурах: похожие украшения из перьев и драгоценных камней носили на тюрбанах знатные мужчины в Турции и Индии. Вертикальный пучок перьев на форменных головных уборах европейских армий XIX века называется султан. 
Украшение, наиболее приближенное к классическому эгрету, можно видеть на портретах эпохи рококо, в том числе на портрете Марии Антуанетты, написанном около 1775 года. Типичный эгрет XIX века представляет собой брошь, изготовленную из золота или платины и украшенную драгоценными камнями, чаще всего бриллиантами, и крепящееся к броши перо птицы, как правило — белой цапли (благодаря чему украшение и получило свое название). Однако встречаются эгреты разных форм, наиболее частой альтернативой «птичьей» теме являются растительные мотивы (ювелирные веточки и букеты цветов). Чтобы придать украшению изящество, его детали изготавливались в технике en tremblant (от фр. «дрожать»), то есть некоторые его фрагменты делались подвижными (например, подвески в виде цветков или капель). 
Эгреты крепились к шляпке, к обручу или непосредственно к причёске. Эгрет был особо популярен в конце XIX века, когда в моде был турнюр: из-за увеличившегося объёма сзади возникала необходимость зрительно вытянуть женский силуэт, благодаря чему в моду вошли высокие причёски, дополняемые шляпками и вертикально направленными аксессуарами. Популярность аксессуаров с птичьими перьями была настолько высока, что эта мода едва не привела к полному уничтожению нескольких видов пернатых, в том числе и белой цапли. В одной только Венесуэле в 1898 году было истреблено более 1,5 млн белых цапель. Желтоклювая цапля была почти полностью истреблена во время моды на эгретки, а затем не смогла восстановить свою численность.

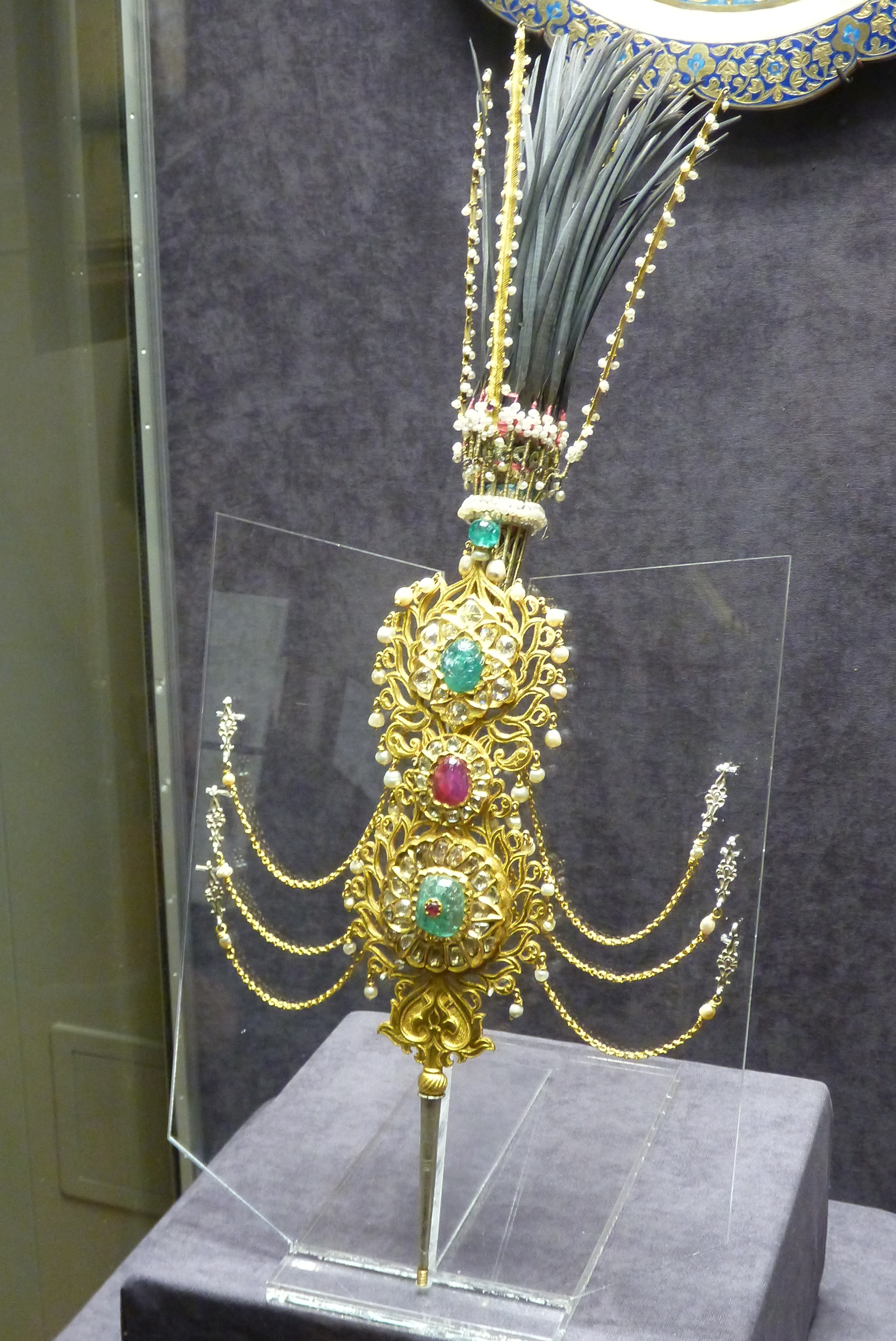
Бухарский эгрет XIX века отдельно от тюрбана. Золото, рубины, изумруды и бриллианты

Новый пик популярности эгрета пришёлся на 1920-е годы; тогда украшение крепили к тонкому обручу или тиаре, как правило, сбоку.